# Bićwa

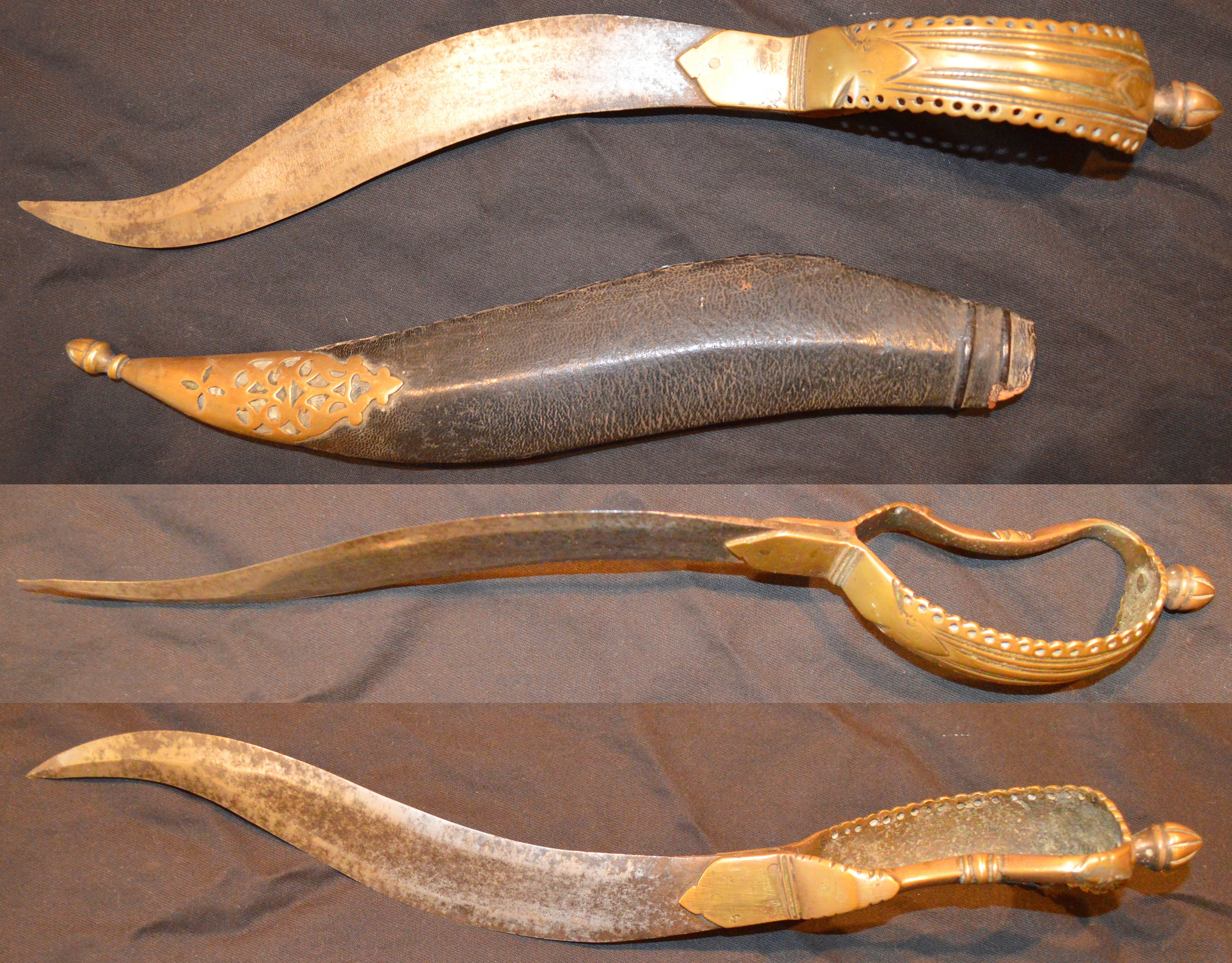
Bićwa

Bićwa (żądło skorpiona) - indyjski sztylet. Podwójnie wygięte ostrze, podobne do bawolego rogu, z którego pierwotnie było wykonywane, długości do 25 cm, często rozwidlone lub podwójne. Rękojeść w kształcie pętli, chroniąca dłoń, zwykle zdobiona.